# Supra (Georgien)
Die Supra (georgisch სუფრა) ist ein zentraler Bestandteil der georgischen Kultur und stellt eine traditionelle georgische Festtafel oder ein Festessen dar. Diese gesellschaftliche Tradition findet bei einer Vielzahl von Anlässen statt und zeichnet sich durch ihre einzigartige Gastfreundschaft, kulinarische Vielfalt und musikalische Begleitung aus.

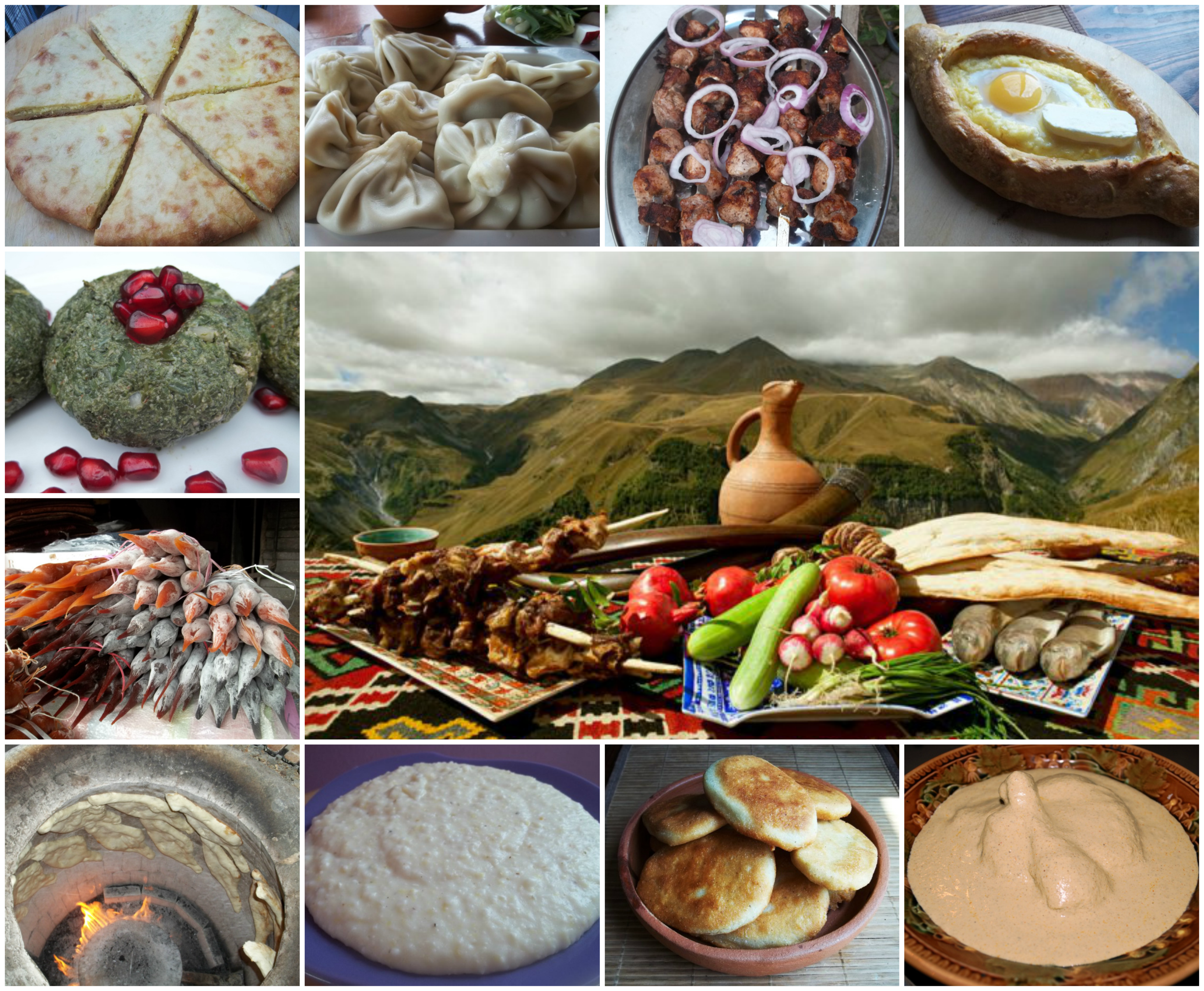
Typische Speisen der georgischen Küche

## Ablauf einer typischen Supra
Die Supra ist mehr als nur eine Mahlzeit; sie ist ein kulturelles Erlebnis, das meist so verläuft:
1. Begrüßung und Toasts: Die Gäste werden herzlich willkommen geheißen, oft vom Tamada (Toastmeister), der die Feierlichkeiten leitet. Es werden zahlreiche Toasts ausgesprochen, bei denen auf verschiedene Aspekte des Lebens angestoßen wird.
2. Servieren der Speisen: Traditionelle georgische Gerichte werden serviert, darunter Khachapuri (gefülltes Brot), Mtsvadi (Fleischspieße), georgischer Käse und eine Vielzahl von Gemüsesorten. Die Speisen sind reichhaltig und vielfältig.
3. Musik und Gesang: Während der Supra werden traditionelle georgische Lieder gesungen, und es wird oft Musik gespielt. Gäste können mitsingen und tanzen.
4. Wein und Getränke: Wein spielt eine bedeutende Rolle bei der Supra. Georgien hat eine lange Weinbautradition und gilt als die Wiege des Weinanbaus.
5. Geselligkeit und Gemeinschaft: Die Supra ist eine Gelegenheit, um Zeit mit Familie und Freunden zu verbringen. Die Atmosphäre ist herzlich und einladend.

## Rolle des Tamada
Der Tamada spielt eine zentrale Rolle bei der Supra. Er leitet die Feierlichkeiten, hält Reden und Toasts und sorgt dafür, dass der Ablauf der Supra respektiert wird. Der Tamada ist oft eine respektierte und erfahrene Person in der Gemeinschaft.

## Anlässe für eine Supra
Die Supra findet bei verschiedenen Anlässen statt, darunter:
- Hochzeiten: Hochzeits-Supras sind oft besonders aufwändig und festlich.
- Geburtstage: Geburtstags-Supras sind eine Gelegenheit, um das neue Lebensjahr zu feiern.
- Taufen: Bei Taufen werden Supras abgehalten, um das Neugeborene zu begrüßen.
- Erntefeste: Diese Feste feiern die landwirtschaftliche Ernte und sind oft mit Supras verbunden.
- Empfang von Gästen: In der georgischen Kultur wird ein jeder Gast als „Geschenk Gottes“ bezeichnet. Somit gilt es bereits als Anlass zur Supra, wenn ein Mensch aus der Ferne zu besuch kommt.

Die Supra ist ein wesentlicher Bestandteil der georgischen Kultur und betont die Bedeutung von Gastfreundschaft, Gemeinschaft und Traditionen in Georgien.